# Vensat
Vensat é uma comuna francesa na região administrativa de Auvérnia-Ródano-Alpes, no departamento Puy-de-Dôme. Estende-se por uma área de 16,27 km². Em 2010 a comuna tinha 514 habitantes (densidade: 31,6 hab./km²).